# Darkest Hour (film)
 For alternative betydninger, se Darkest Hour (flertydig). (Se også artikler, som begynder med Darkest Hour)
Darkest Hour er en britisk dramafilm fra 2017 instrueret af Joe Wright med Gary Oldman i hovedrollen som Winston Churchill.

## Medvirkende
- Gary Oldman som Winston Churchill
- Ben Mendelsohn som Kong Georg VI
- Kristin Scott Thomas som Clementine Churchill
- Lily James som Elizabeth Layton
- Stephen Dillane som Viscount Halifax
- Samuel West som Sir Anthony Eden
- Jordan Waller som Randolph Churchill
- Hannah Steele som Abigail Walker
- Hilton McRae som Arthur Greenwood
- Ronald Pickup som Neville Chamberlain